# よしもと紙屋町劇場

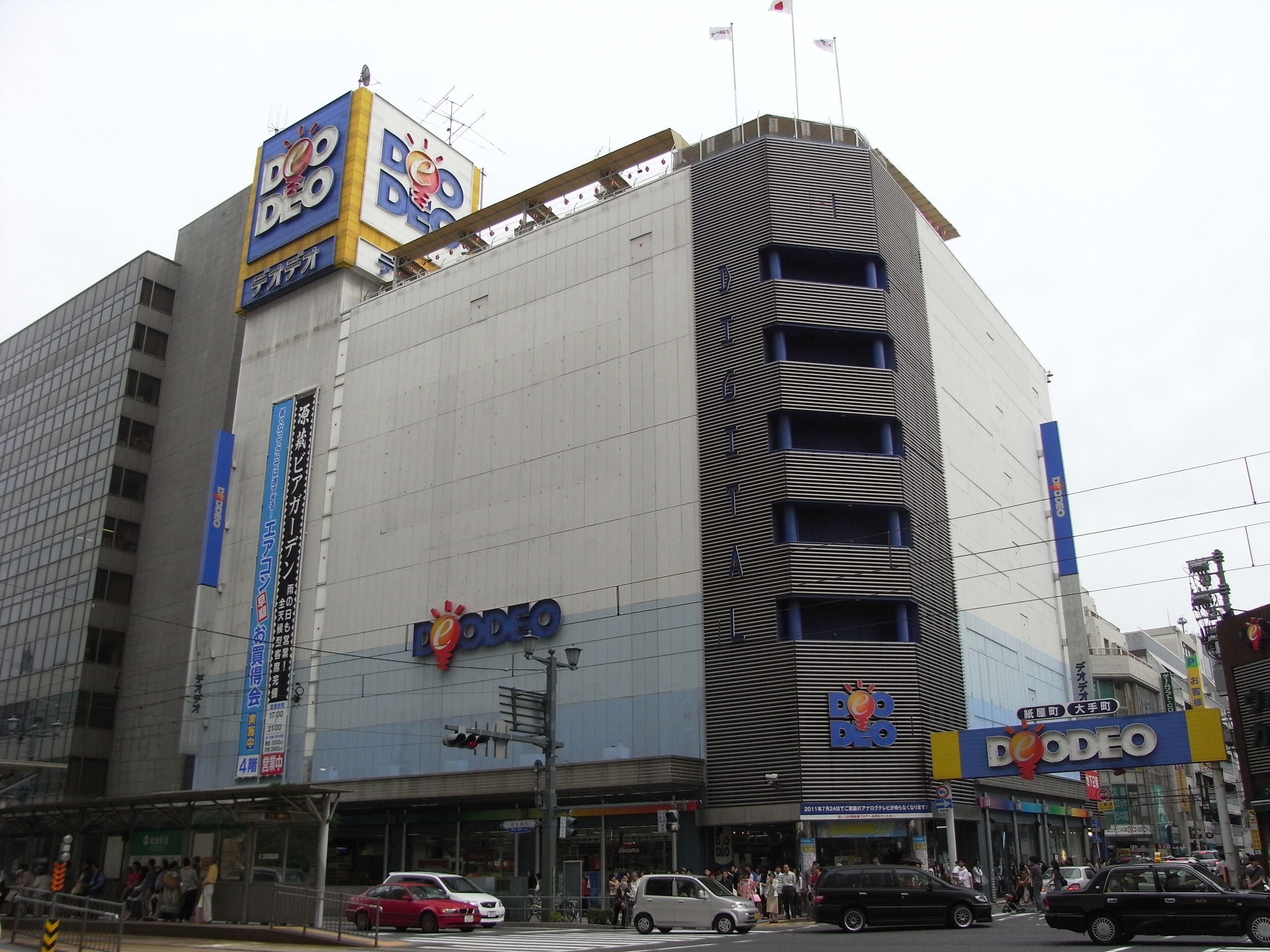
広島市中区にあるエディオン広島本店本館。この8階によしもと紙屋町劇場があった。

よしもと紙屋町劇場（よしもとかみやちょうげきじょう）は、かつて広島市中区にあるよしもとクリエイティブ・エージェンシー（よしもと広島）が運営していた劇場。エディオン広島本店本館8階のサテライトスタジオ（催事場）を活用して営業していた。
毎月第3金・土・日のみの上演であった。
旧・デオデオ本店（現・エディオン広島本店本館）改装に伴う休止を経て、エディオン広島本店本館の2012年10月26日オープンに伴い再開したが、エディオン広島本店本館の建て替えに伴い、2017年4月9日に閉館した。

## 2010年のスケジュール
- 金曜日18:00～よしもとD-D.LIVE（広島所属若手のライブ）
- 土曜日12:00～よしもとD-D.LIVE、
- 土曜日17：00～よしもとPLAESURELIVE（大阪・東京所属の若手ライブ）
- 日曜日12:00～・15：00～よしもと紙屋町劇場（桂三枝（現・六代桂文枝）や宮川大助・花子、オール阪神・巨人などのベテランからマジック、などの舞台）
- 日曜日18:00～よしもとD-D.LIVE